# Carl Lachmund
Pour les articles homonymes, voir Lachmund.
Carl Valentine Lachmund, né le 27 mars 1853 à Boonville et mort le 20 février 1928 à Yonkers, est un pianiste classique américain, chef d'orchestre, compositeur, professeur et chroniqueur américain.
Il a été l'élève de Franz Liszt pendant trois ans et ses journaux détaillés de son séjour avec le pianiste hongrois fournissent un aperçu inestimable des méthodes d'enseignement de ce compositeur et de certains aspects de son caractère. Il a fondé le Lachmund Conservatory à New York et l'a dirigé pendant 22 ans, ainsi que le Women's String Orchestra, qu'il a dirigé pendant douze saisons.

## Biographie

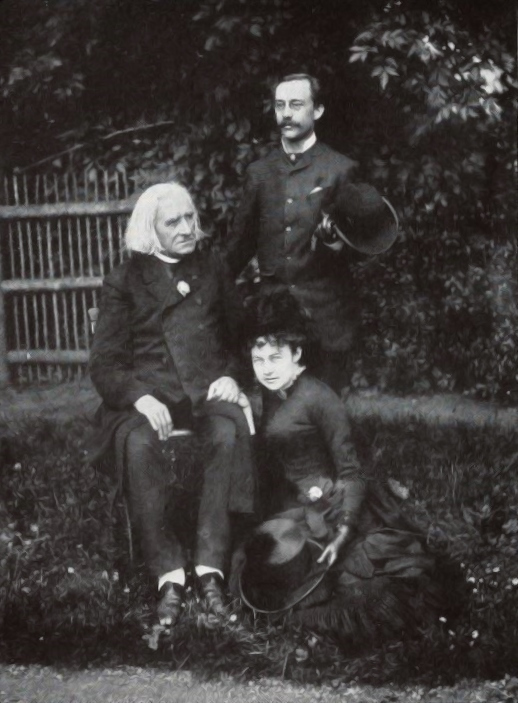
Franz Liszt avec Carl et Caroline Lachmund.

Carl Valentine Lachmund naît en 1853 à Boonville, au Missouri, mais passe la majeure partie de sa jeunesse dans l'Iowa[réf. nécessaire]. Ses parents Gustav Otto Lachmund et Sophia, née Schmidt, étaient des immigrés allemands.
Il fait ses études au Conservatoire de Cologne auprès de Ferdinan Hiller dont il ressort diplômé en 1875, puis travaille avec Moritz Moszkowski à Berlin puis Franz Liszt à Weimar entre 1881 et 1884. Il enseigne ensuite au Conservatoire Scharwencka à Berlin, tout en se produisant comme pianiste. Il se produit notamment en tournée aux États-Unis avec le violoniste August Wilhelmj en 1880. Il s'installe à New York en 1891, et il y dirige à partir de 1896 le Women's String Orchestra,. En 1905, il fonde son propre Conservatoire de musique. Dans son livre Mein Leben mit Liszt, publié d'abord en allemand en 1970, il parle de sa période d'étude avec Franz Liszt. Il compose plusieurs œuvres, notamment deux ouvertures de concert, une suite « italienne » pour orchestre, de la musique de chambre et de la musique pour piano.